# Füllebornwürger
Der Füllebornwürger (Laniarius fuelleborni) ist eine Vogelart aus der Familie der Buschwürger (Malaconotidae).
Die Art wurde als konspezifisch mit dem Rabenwürger (Laniarius poensis) angesehen.
Der Vogel kommt in Malawi, Sambia und Tansania vor.
Der Lebensraum umfasst feuchten Bergwald, dichtes Unterholz, Waldränder, Bambus und Plantagen von 900–3000 m Höhe.
Der Artzusatz bezieht sich auf Dr Friedrich Fülleborn (1866–1933).
Dieser Buschwürger ist überwiegend ein Standvogel, Wanderbewegungen in Tansania beschränken sich auf Höhenmigration.

## Merkmale
Die Art ist 18 – 20 cm groß, das Männchen wiegt 46–53, das Weibchen 43–47 g.
Das Männchen ist hauptsächlich grauschwarz mit variablem bläulichen Einschlag, die Flügeloberseite ist glänzend bräunlich-schwarz, die Handschwingen sind rund und deutlich gebogen. Die Iris ist dunkelbraun, Schnabel und Beine sind schwarz.
Das Weibchen hat etwas mehr Olivanteile im Gefieder, die Unterseite ist dunkel schwärzlich-grau. Jungvögel sind sehr dunkel oliv-graubraun auf der Oberseite, Flügel und Schwanz sind brauner, unten ist das Gefieder dunkel schwärzlich-grau mit etwas Gelb und angedeuteter dunkler Bänderung.
Das Männchen ist dem Trauerwürger (Laniarius funebris) äußerst ähnlich, das Weibchen unterscheidet sich nur durch etwas olivfarben überhauchte Brust. Jungvögel haben etwas mehr Grün auf der Oberseite, die Unterseite ist matt olivgrün überhaucht.

## Geografische Variation
Es werden folgende Unterarten anerkannt:
- L. f. usambaricus Rand, 1957 – Ost- und Zentraltansania, dunkler, Männchen mit blaugrünlichem Schimmer, Ohrdecken und Schwanz schwarz
- L. f. fuelleborni (Reichenow, 1900), Nominatform – Südtansania, Nordmalawi und Nordostsambia

## Stimme
Die Art wird als sehr lärmig mit einem breiten Repertoire an Rassel-, Krächz- und flötenden Pfeif-, <Grunzlauten und Trillern beschrieben wie „whee-whee-whee“, „fweet-fweet-fweet“ oder heftigeres „dududwee“, „to-wheee, to-wheee“ oder „pu-wheeeng“, auch ein wiederholtes „co-wo-roik“ vom Männchen, vom Weibchen ein rasselndes „tyurrrrrrrrr...“ oder „p-r-r-r-r-r-r...“. Beide Geschlechter singen häufig im Duett.

## Lebensweise
Die Nahrung besteht hauptsächlich aus Wirbellosen einschließlich Raupen, Ameisen, Heuschrecken und Schnecken, die einzeln oder paarweise im dichten Unterwuchs von Erdbodennähe bis hoch in die Wipfel gesucht werden. Die Art verlässt den Dickichtschutz nie, auch wenn sie Dorylus-Wanderameisen folgt.
Die Brutzeit liegt zwischen Dezember und Februar in Tansania, zwischen September und Januar in Malawi und zwischen November und Januar in Sambia. Das Nest ist eine flache Schale im Gebüsch. Das Gelege besteht aus 1–2 Eiern, die wohl von beiden Elternvögeln bebrütet werden.

## Gefährdungssituation
Der Bestand gilt als „nicht gefährdet“ (Least Concern).